# دنيس مارتينيز
دنيس مارتينيز (بالإسبانية: Dennis Martínez)‏ هو لاعب كرة قاعدة نيكاراغوي، ولد في 14 مايو 1955 في غرناطة (نيكاراغوا) في نيكاراغوا.

## وصلات خارجية
- دنيس مارتينيز على موقعبيزبول رفرنس.كوم (الدوري الرئيسي) (الإنجليزية)
- دنيس مارتينيز على موقع جمعية أبحاث البيسبول الأمريكية (الإنجليزية)
- دنيس مارتينيز على موقع مشجعي الرسوم البيانية (الإنجليزية)